# Buena Vista 3ra. Sección
Buena Vista 3ra. Sección är en ort i Mexiko.   Den ligger i kommunen Centro och delstaten Tabasco, i den sydöstra delen av landet, 700 km öster om huvudstaden Mexico City. Buena Vista 3ra. Sección ligger 3 meter över havet och antalet invånare är 156.
Terrängen runt Buena Vista 3ra. Sección är mycket platt. Runt Buena Vista 3ra. Sección är det ganska tätbefolkat, med 67 invånare per kvadratkilometer. Närmaste större samhälle är Buena Vista 1ra. Sección, 4,9 km sydväst om Buena Vista 3ra. Sección. Trakten runt Buena Vista 3ra. Sección består till största delen av jordbruksmark.